# Блакбурн (Мисури)
Блакбурн (енгл. Blackburn) град је у америчкој савезној држави Мисури.

## Демографија
По попису из 2010. године број становника је 249, што је 35 (-12,3%) становника мање него 2000. године.
| Група             | 2000.       | 2010.       |
| Белци             | 266 (93,7%) | 228 (91,6%) |
| Афроамериканци    | 5 (1,8%)    | 8 (3,2%)    |
| Азијати           | 1 (0,4%)    | 0 (0,0%)    |
| Хиспаноамериканци | 6 (2,1%)    | 7 (2,8%)    |
| Укупно            | 284         | 249         |